# Кузнецова, Эра Васильевна
Э́ра Васи́льевна Кузнецо́ва (1927—1988) — советский лингвист, доктор филологических наук, профессор филологического факультета Уральского университета, основательница Уральской семантической школы.

## Биография
Родилась в Полевском Свердловского округа Уральской области в большой семье Марии Константиновны и Василия Николаевича Калугиных. Её отец — участник Первой мировой войны, георгиевский кавалер, в годы Гражданской войны командир кавалерийского полка, преданный делу революции. За боевые заслуги был награждён Орденом Красного Знамени и серебряным оружием, однако в 1937 году был арестован и вскоре погиб на воркутинских рудниках.
В 1949 году окончила филологический факультет МГУ, где её однокурсниками были известные впоследствии лингвисты Г. А. Золотова, Е. А. Земская, С. П. Лопушанская и др.

По воспоминаниям С. П. Лопушанской, Эру Калугину называли в то время «человеком очень…» — «очень красивая, очень русская, очень умная, очень трудолюбивая, очень принципиальная, очень чуткая»
Научным руководителем её дипломной работы был С. И. Ожегов. В 1952 году защитила кандидатскую диссертацию «Словарный состав говора Полевского района Свердловской области» (научный руководитель П. С. Кузнецов). С 1953 года — в Уральском государственном университете, сначала в качестве ассистента, затем старшего преподавателя кафедры русского языка и общего языкознания, где включилась в подготовку первых выпусков «Словаря русских говоров Среднего Урала». Параллельно она занималась изучением категории залога и возвратных глаголов современного русского языка. В 1974 году защитила докторскую диссертацию «Русские глаголы „приобщения объекта“ как функционально-семантический класс слов». В сентябре того же года стала руководителем кафедры современного русского языка, существовавшей до того на общественных началах. Ещё два года спустя, в сентябре 1976 года, данная кафедра получает полноправный статус, а Э. В. Кузнецова — официальную должность заведующего кафедрой.

## Научно-исследовательская работа
Э. В. Кузнецова — специалист в области лексикологии и лексикографии. Также разрабатывала проблемы культуры речи, словообразования, синтаксиса, языка художественных произведений. Основываясь на структурном осмыслении лексического состава русского языка, Э. В. Кузнецова разрабатывала методы и приемы семасиологического исследования, выявления системных отношений в лексике. Предложенный Э. В. Кузнецовой метод ступенчатой идентификации лексического значения слова в описании лексико-семантических групп (ЛСГ) был использован в дальнейшем прежде всего в работах её непосредственных учеников, посвященных исследованию самых различных глагольных ЛСГ.
Её новаторский учебник «Лексикология русского языка» был дважды опубликован в издательстве «Высшая школа» и рекомендован для всех университетов России. При создании «Лексикологии» Э. В. Кузнецовой пришлось стать первопроходцем, поскольку традиции системного описания лексики в тот момент не существовало. Новаторским считается решение автора сделать основой этого курса деление на внутреннюю и внешнюю систематизацию лексики, что позволило по-новому систематизировать учебный курс лексикологии. По словам И. А. Стернина, это учебное пособие является настольной книгой каждого лингвиста, обращающегося к проблемам лексикологии и семасиологии.
Последние работы посвящены вопросам, связанным с соотношением лексико-семантических групп русских глаголов и семантических моделей предложений, а также проблемам семантического синтаксиса.
Э. В. Кузнецова считается основателем Уральской семантической школы. Под её руководством сформировался творческий коллектив преподавателей, аспирантов и студентов, известный в научных кругах как проблемная группа «Русский глагол». Итогом её работы стали учебный словарь-справочник «Лексико-семантические группы русских глаголов» (Свердловск, 1988) и коллективная монография с тем же названием (Иркутск, 1989), подготовленные под руководством Э. В. Кузнецовой. Подготовила семнадцать кандидатов наук. Позднее восемь учеников Э. В. Кузнецовой защитили докторские диссертации. Её ученица Л. Г. Бабенко является нынешним главой Уральской семантической школы.
Награждена медалью «Ветеран труда», Почетной грамотой Министерства высшего и среднего специального образования УССР.
Скончалась 28 апреля 1988 года, похоронена на Южном кладбище Полевского вместе с мужем Владимиром Леонтьевичем Кузнецовым.

## Основные работы
- Методические указания и материалы к спецсеминару «Системные отношения в лексике». — Донецк, 1968.
- Лексикология русского языка : учеб. пособие. — М., 1982, 1989.
- Язык в свете системного подхода. — Свердловск, 1983.
- Лексико-семантические группы русских глаголов: Учебный словарь-справочник. — Свердловск, 1988.
- Лексико-семантические группы русских глаголов. — Иркутск, 1989.